# Habitatge al raval de Jesús, 32 (Reus)
L'Habitatge al raval de Jesús, 32, és un edifici del municipi de Reus (Baix Camp) inclòs a l'Inventari del Patrimoni Arquitectònic de Catalunya com a Bé Cultural d'Interès Local.

## Descripció
És un habitatge de planta baixa i tres pisos amb la façana arrebossada. La de la planta baixa imita l'encoixinat i a les plantes superiors trobem falses pilastres en baix relleu a manera de marc a les obertures i sanefes amb relleus vegetals de tipus modernista que separen els diferents pisos. Hi ha dues obertures a cada planta, totes elles són allindanades i amb balcó amb barana de ferro forjat, corregut al primer pis. L'edifici està rematat per una cornissa motllurada amb franges rectes.